# Francis Ngannou
Francis Ngannou (n. 5 septembrie 1986, Batié, Provincia de Vest, Camerun, Camerun) este un luptător camerunez de origine franceză de arte marțiale mixte (MMA). A fost campionul UFC la categoria grea după ce l-a învins pe fostul campion, Stipe Miocic. În ianuarie 2023, nu își reînnoiește contractul și, prin urmare, părăsește organizația, lăsând astfel centura liberă.

## Campionate și titluri
- Ultimate Fighting Championship
  - Performance of the Night (de cinci ori) vs. Anthony Hamilton, Andrei Arlovski, Curtis Blaydes, Junior dos Santos și Jairzinho Rozenstruik [5][6][7][8][9]
- Bleacher Report
  - Knockout al Anului 2017 vs. Alistair Overeem[10]
- ESPN
  - Knockout al Anului 2017 vs. Alistair Overeem[11]
- Pundit Arena
  - Knockout al Anului 2017 vs. Alistair Overeem[12]
- MMA Fighting / SB Nation
  - Knockout al Anului 2017 vs. Alistair Overeem[13]
  - 2017 Breakthrough Fighter of the Year[14]
- MMAjunkie.com
  - Knockout al Anului vs. Alistair Overeem[15]
- MMADNA.nl
  - Knockout al Anului 2017.[16]
- World MMA Awards
  - Knockout al Anului 2017 vs. Alistair Overeem[17]

## Rezultate în MMA
| Rezultate profesioniste |             |              |
| 21 meciuri              | 18 victorii | 3 înfrângeri |
| Prin knockout           | 13          | 0            |
| Prin predare            | 4           | 0            |
| La puncte               | 1           | 3            |

| Rezultat   | La general | Adversar              | Metodă                                 | Eveniment                                | Data               | Runda | Timp | Locația                          | Note                                                                    |
| ---------- | ---------- | --------------------- | -------------------------------------- | ---------------------------------------- | ------------------ | ----- | ---- | -------------------------------- | ----------------------------------------------------------------------- |
| Victorie   | 18–3       | Renan Ferreira        | KO (pumni)                             | PFL Super Fights: Battle of the Giants   | 19 octombrie 2024  | 1     | 3:32 | Riyadh, Arabia Saudită           | Câștigă centura inaugurală PFL Super Fights Heavyweight Championship.   |
| Victorie   | 17–3       | Ciryl Gane            | Decizie (unanimă)                      | UFC 270                                  | 22 ianuarie 2022   | 5     | 5:00 | Anaheim, California, SUA         | Apară și unifică centura UFC Heavyweight Championship.                  |
| Victorie   | 16–3       | Stipe Miocic          | KO (punches)                           | UFC 260                                  | 27 martie 2021     | 2     | 0:52 | Las Vegas, Nevada, United States | Câștigă centura UFC Heavyweight Championship. Performance of the Night. |
| Victorie   | 15–3       | Jairzinho Rozenstruik | KO (punches)                           | UFC 249                                  | 9 mai 2020         | 1     | 0:20 | Jacksonville, Florida, SUA       | Performance of the Night.                                               |
| Victorie   | 14–3       | Junior dos Santos     | TKO (punches)                          | UFC on ESPN: Ngannou vs. dos Santos      | 29 iunie 2019      | 1     | 1:11 | Minneapolis, Minnesota, SUA      | Performance of the Night.                                               |
| Victorie   | 13–3       | Cain Velasquez        | KO (punches)                           | UFC on ESPN: Ngannou vs. Velasquez       | 17 februarie 2019  | 1     | 0:26 | Phoenix, Arizona, SUA            |                                                                         |
| Victorie   | 12–3       | Curtis Blaydes        | TKO (punches)                          | UFC Fight Night: Blaydes vs. Ngannou 2   | 24 noiembrie 2018  | 1     | 0:45 | Beijing, China                   | Performance of the Night.                                               |
| Înfrângere | 11–3       | Derrick Lewis         | Decizie (unanimă)                      | UFC 226                                  | 7 iulie 2018       | 3     | 5:00 | Las Vegas, Nevada, SUA           |                                                                         |
| Înfrângere | 11–2       | Stipe Miocic          | Decizie (unanimă)                      | UFC 220                                  | 20 ianuarie 2018   | 5     | 5:00 | Boston, Massachusetts, SUA       | For the UFC Heavyweight Championship.                                   |
| Victorie   | 11–1       | Alistair Overeem      | KO (punch)                             | UFC 218                                  | 2 decembrie 2017   | 1     | 1:42 | Detroit, Michigan, SUA           |                                                                         |
| Victorie   | 10–1       | Andrei Arlovski       | TKO (punches)                          | UFC on Fox: Shevchenko vs. Peña          | 28 ianuarie 2017   | 1     | 1:32 | Denver, Colorado, SUA            | Performance of the Night.                                               |
| Victorie   | 9–1        | Anthony Hamilton      | Submission (kimura)                    | UFC Fight Night: Lewis vs. Abdurakhimov  | 9 decembrie 2016   | 1     | 1:57 | Albany, New York, SUA            | Performance of the Night.                                               |
| Victorie   | 8–1        | Bojan Mihajlović      | TKO (punches)                          | UFC on Fox: Holm vs. Shevchenko          | 23 iulie 2016      | 1     | 1:34 | Chicago, Illinois, SUA           |                                                                         |
| Victorie   | 7–1        | Curtis Blaydes        | TKO (doctor stoppage)                  | UFC Fight Night: Rothwell vs. dos Santos | 10 aprilie 2016    | 2     | 5:00 | Zagreb, Croația                  |                                                                         |
| Victorie   | 6–1        | Luis Henrique         | KO (punch)                             | UFC on Fox: dos Anjos vs. Cerrone 2      | 19 decembrie 2015  | 2     | 2:53 | Orlando, Florida, SUA            |                                                                         |
| Victorie   | 5–1        | William Baldutti      | TKO (elbows and punches)               | KHK MMA National Tryouts: Finale 2015    | 28 mai 2015        | 2     | 1:22 | Madinat Isa, Bahrain             |                                                                         |
| Victorie   | 4–1        | Luc Ngeleka           | Submission (standing guillotine choke) | SHC 10: Carvalho vs. Belo                | 20 septembrie 2014 | 1     | 0:44 | Geneva, Elveția                  |                                                                         |
| Victorie   | 3–1        | Nicolas Specq         | Submission (arm-triangle choke)        | 100% Fight 20: Comeback                  | 05 aprilie 2014    | 2     | 2:10 | Levallois, Franța                |                                                                         |
| Victorie   | 2–1        | Bilal Tahtahi         | KO (punch)                             | 100% Fight 20: Comeback                  | 05 aprilie 2014    | 1     | 3:58 | Levallois, Franța                |                                                                         |
| Înfrângere | 1–1        | Zoumana Cisse         | Decizie (unanimă)                      | 100% Fight: Contenders 21                | 14 decembrie 2013  | 2     | 5:00 | Paris, Franța                    |                                                                         |
| Victorie   | 1–0        | Rachid Benzina        | Submission (straight armbar)           | 100% Fight: Contenders 20                | 30 noiembrie 2013  | 1     | 1:44 | Paris, Franța                    |                                                                         |